# Ческий, Иван Васильевич
Иван Васильевич Ческий (1777, (по другим сведениям 1782) — 17 июня (29 июня) 1848, Санкт-Петербург) — русский гравёр. Академик Императорской академии художеств в Санкт-Петербурге (1807). Мастер резцовой гравюры на меди. По происхождению — крепостной крестьянин. Брат К. В. Ческого.

## Биография

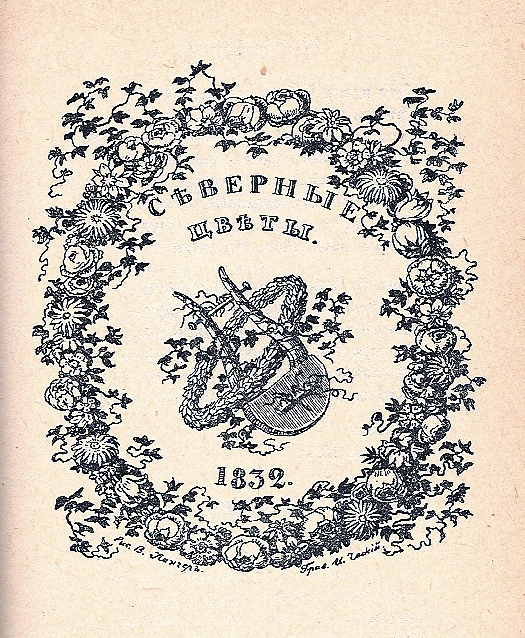
Гравированный титульный лист альманаха «Северные цветы» на 1832 год. Художник В. Лангер, гравёр И. Ческий

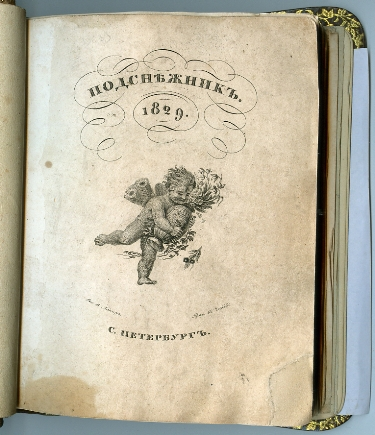
Гравированный титульный лист альманаха «Подснежник» на 1829 год. Художник В. Лангер, гравёр И. Ческий

Иван Васильевич Ческий, выходец из крестьянской среды, в 1793 году вместе со своим старшим братом Козьмой «по высочайшему повелению» попал в петербургскую Академию Художеств. Оба брата обучались гравировальному искусству у немецкого мастера И. С. Клаубера и француза А. Я. Радига. После организации в 1799 году граверно-ландшафтного класса Иван Ческий перешёл туда в качестве гравёра, где пробыл до 1803 года. Здесь под руководством С. Ф. Щедрина вместе с другими молодыми мастерами (С. Ф. Галактионовым, А. Г. Ухтомским, И. Д. Телегиным) он работал над серией видов Санкт-Петербурга и загородных дворцов. В 1799 году окончил Академию художеств.
18 августа 1800 года Иван Ческий за «Вид дворца в городе Гатчине со стороны сада», гравированный под наблюдением его старшего брата, признан «назначенным в академики».
В 1807 году Иван Васильевич Ческий был избран в академики за гравюру «Лесной пейзаж» с эрмитажной картины Г. Пуссена. Император Александр I за эту работу пожаловал граверу подарок — золотую табакерку.
Наследие Ивана Ческого составляют более 150 гравюр, выполненных, как правило, с оригиналов разных художников в технике резцовой гравюры на меди и пунктиром. Это пейзажи (городские, сельские, садово-парковые), портреты, воспроизведения известных живописных работ, гравюры для книг и печати на фарфоре.
В творчестве Ивана Ческого выражена связь с основными событиями русской истории и культуры. Царствование Александра I, Отечественная война 1812 г., золотой век русской литературы — все это отражено в его гравюрах. Александру I, царю-победителю, строителю ампирного Петербурга, посвящён значительный по размерам «Вид Биржи с Большой Невы» (с рисунка М. И. Шатошникова), гравюра «Благодарственный молебен в Париже 19 марта 1814 года». Художник награвировал также ряд портретов своих современников — героев Отечественной войны: князя И. В. Багратиона, графа П. X. Витгенштейна, генерал-майоров Я. П. Кульнева и А. Н. Сеславина, полковника А. С. Фигнера и других.
Большой круг работ Ивана Ческого связан с русской литературой, переживавшей в первой половине XIX в. свой расцвет, с печатными книгами и альманахами, которых в то время выходило множество. Он гравирует виньетки и титульные листы, иллюстрации и портреты писателей, украшавшие издания их сочинений или прилагавшиеся к отдельным выпускам альманахов. Так появляются портреты К. Н. Батюшкова, И. Ф. Богдановича, И. И. Дмитриева, В. А. Жуковского и других не менее известных литераторов. Иван Ческий гравировал по оригиналам разных художников. Особенно плодотворным оказалось его сотрудничество с И. А. Ивановым; по его рисункам выполнены титульные листы к книгам «Опыты в стихах и прозе К. Батюшкова» (1817), «Идиллии Владимира Панаева» (1820), «Проза и стихи В. Филимонова» (1822), а также превосходные иллюстрации к басням И. А. Крылова. По оригиналам А. Нотбека награвированы иллюстрации к пушкинскому «Евгению Онегину», с оригиналов А. П. Брюллова — иллюстрации к поэме «Домик в Коломне» (1832). Обращался художник и к творчеству Г. Р. Державина, В. А. Жуковского, И. И. Лажечникова. Им награвировано множество титульных листов для альманахов, получивших большое распространение в России в 1820-х гг., в частности для знаменитого альманаха «Северные цветы», издававшегося А. А. Дельвигом. Такая активная работа художника в области книжной гравюры вполне объяснима. Когда появившаяся в России в середине 1810-х гг. литография начала постепенно вытеснять гравюру на меди, именно книга на некоторое время стала для неё относительно надежным прибежищем. Здесь классическая гравюра ещё долго сохраняла свои позиции.
Умер Иван Васильевич Ческий 17 (29) июня 1848 года в Петербурге.

## Список произведений

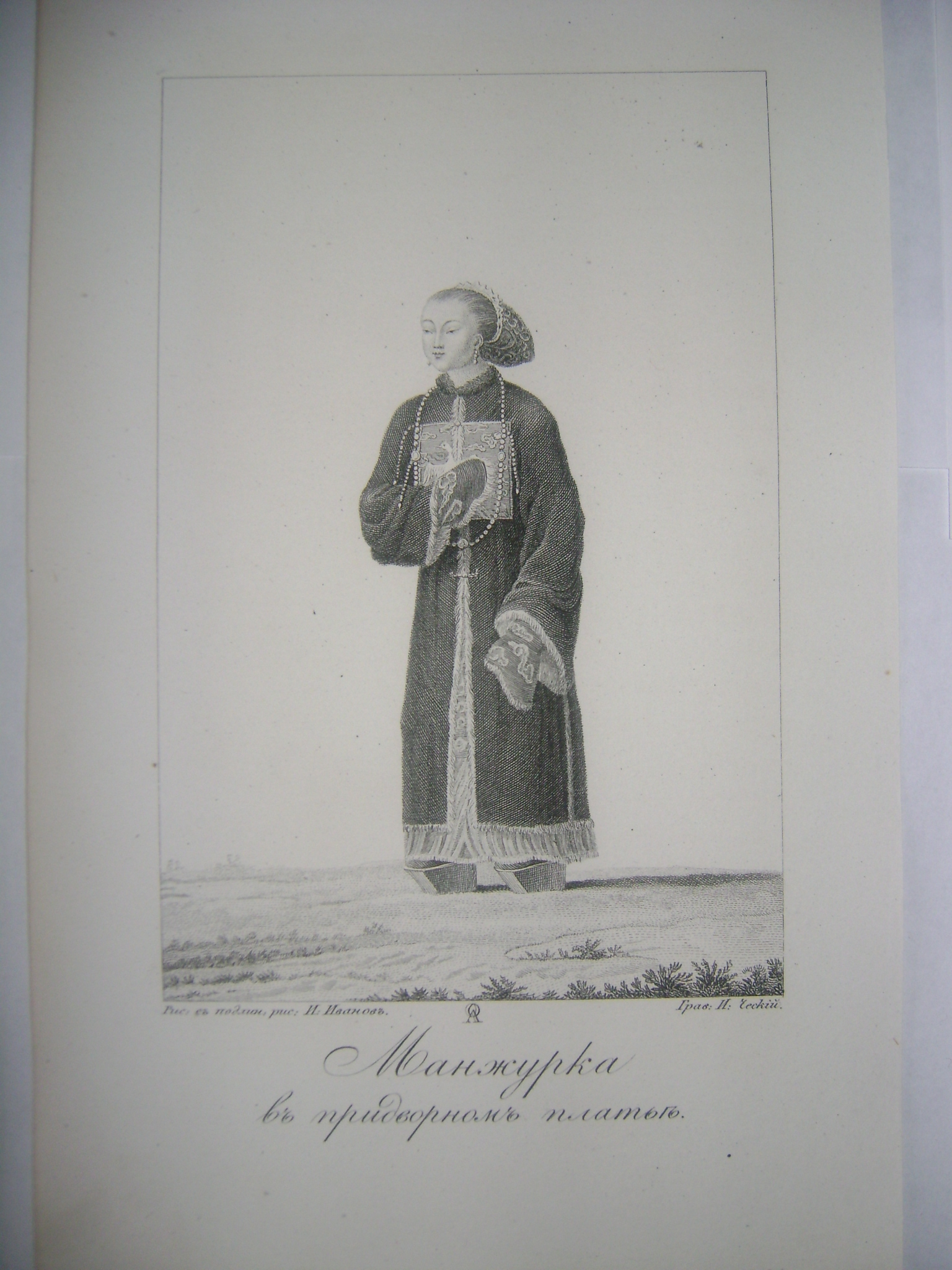
Ческий И. В. Гравюра на меди «Манжурка в придворном платье»

Наиболее выдающиеся произведения И. В. Ческого:
- «Вид дворца в городе Гатчине со стороны сада», 1800 г.
- «Лесной пейзаж» (с картины Г. Дюге), 1807 г.
- «Бассейн петергофского фонтана Самсон» (с картины Сем. Щедрина)
- виньетки в ежегодниках «Северные цветы» и «Невский альманах»
- иллюстрации к произведениям И. А. Крылова (в Собрании сочинений в прозе и стихах, СПб., 1818)
- «Валаамский монастырь» (с рисунка Г. Сергеева)
- «Вид Биржи С Большой Невы» (с рисунка М. Шотошникова)
- иллюстрации к «Евгению Онегину» А. С. Пушкина (по рисункам А. В. Нотбека)
- портрет великой княгини Елены Павловны (копия с гравюры И. Вейса)